# Elizabeth Omoregie
Elizabeth Omoregie (født 29. december 1996 i Athen, Grækenland) er en bulgarsk/slovensk håndboldspiller, der spiller for CSM Bucuresti og Sloveniens kvindehåndboldlandshold.